# 彬聖子
彬 聖子（あきら しょうこ、9月10日 - ）は、日本の女性漫画家。京都府出身。
1995年、『デラックス別冊少女コミック』（小学館）11月30日号に掲載された「太陽系は君のもの」でデビュー。『ベツコミ』『デラックスベツコミ』などで活躍。学園生活を舞台に、女子高校生の主人公の恋を描いた作品が多い。代表作は『サルヤマっ!』。
「杉聖子」と誤記される場合もある。

## 作品リスト
- Secret Heaven（1996年、全1巻）
- I・NG（1997年、別冊少女コミック、小学館、全1巻）
- タイムカプセル（1998年、全1巻）
- ロング・シュート（1998年、全1巻）
- ブランク・アップ（1999年、全3巻）
- 世界はきっと君のもの（2000年、全2巻）
- 豪快! マコト屋（2001年、全1巻）
- ×2（かけるに）（2002年、全1巻）
- ハレンチ（2000年、別冊少女コミック、小学館、全1巻（2002年））※読切作品
- Honey Moon（2003年、Betsucomi、小学館、全1巻）※読切作品
- 18diary（2003年、Betsucomi、全1巻）※読切作品
- リップクリーム（2004年、全1巻）
- こいのうた（2003年、Betsucomi、全1巻（2004年）） - 穂村弘の短歌をモチーフとした連作
- きせきのかけら（2005年、全1巻）
- 恋とか愛とか（2005年、Betsucomi、全1巻）
- サルヤマっ!（2004年 - 2008年、デラックスBetsucomi・ベツコミ、小学館、全8巻（2005年 - 2008年））
- だって愛してる（全2巻）

### 未発売
- 少年コスモス